# Cathédrale Saint-Alexandre-Nevski de Bakou
Pour les articles homonymes, voir Cathédrale Saint-Alexandre-Nevski.
 (avril 2019).
Si vous disposez d'ouvrages ou d'articles de référence ou si vous connaissez des sites web de qualité traitant du thème abordé ici, merci de compléter l'article en donnant les références utiles à sa vérifiabilité et en les liant à la section « Notes et références ».
La cathédrale Saint-Alexandre-Nevski de Bakou, dont la construction s'était achevée en 1898, fut démolie dans les années 1930.

## Galerie

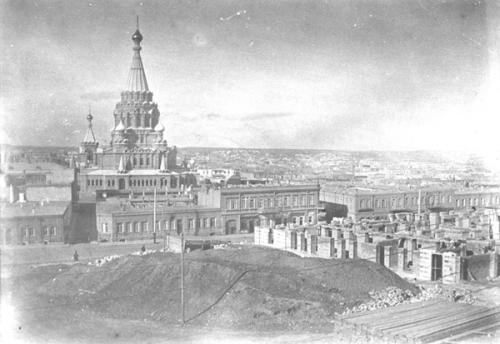
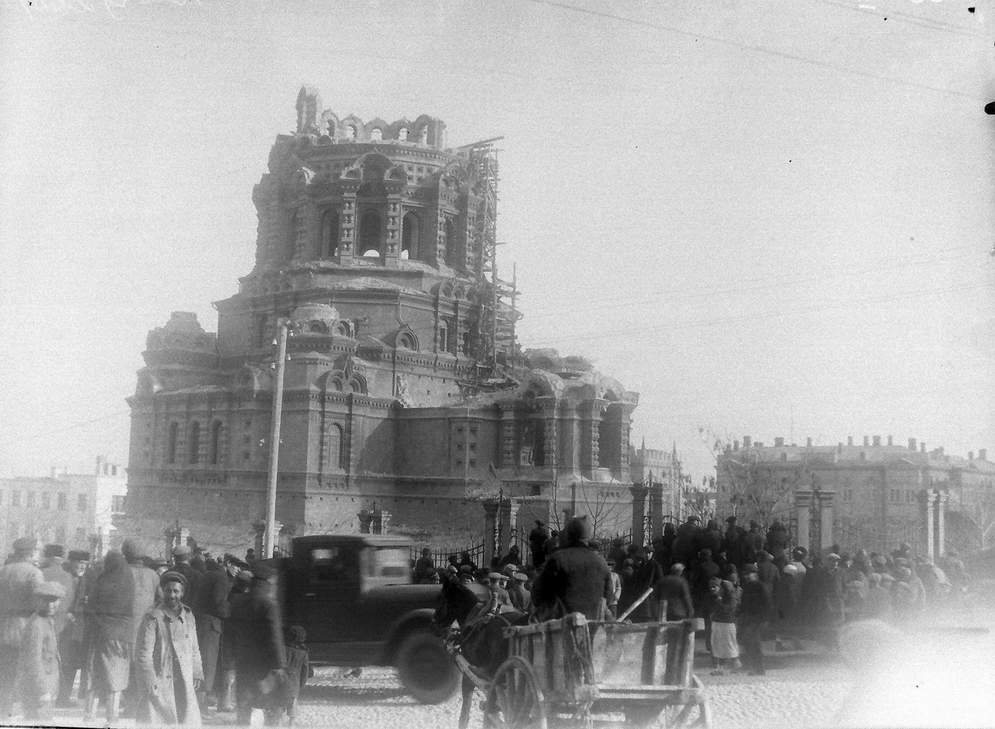